# L'Apocalypse (série télévisée)
Pour les articles homonymes, voir Apocalypse (homonymie).
L'Apocalypse est une série documentaire réalisée par Jérôme Prieur et Gérard Mordillat.
Diffusée en 12 épisodes de 52 minutes sur Arte en décembre 2008, il s'agit du troisième volet du triptyque consacré à l'histoire du christianisme ; il fait suite à Corpus Christi et à L'Origine du christianisme.

## Épisodes
1. La Synagogue de Satan
2. L'Incendie de Rome
3. Le Sang des martyrs
4. Querelle d’héritage
5. La Nouvelle Alliance
6. La Grande Hérésie
7. Contre les chrétiens
8. La Conversion de Constantin
9. Le Concile de Nicée
10. La Cité de Dieu
11. L'An zéro du christianisme
12. Après l'Apocalypse